# Подольское (Каменец-Подольский район)
Подольское (укр. Подільське) — село в Каменец-Подольском районе Хмельницкой области Украины.
Население по переписи 2001 года составляло 828 человек. Почтовый индекс — 32381. Телефонный код — 3849. Занимает площадь 2,559 км².

## Местный совет
32380, Хмельницкая обл., Каменец-Подольский р-н, с. Подольское